# Маркос Асунсан
Маркос Асунсан (порт. Marcos Assunção, нар. 27 липня 1976, Каєйрас) — бразильський футболіст, що грав на позиції півзахисника за «Рому», «Реал Бетіс», низку бразильських клубних команд, а також національну збірну Бразилії.
Чемпіон Італії. Володар Суперкубка Італії з футболу. Володар Кубка Іспанії. Володар Кубка Бразилії. Володар Кубка КОНМЕБОЛ. 

## Клубна кар'єра
У дорослому футболі дебютував 1993 року виступами за команду клубу «Ріо-Бранко», в якій провів два сезони, взявши участь у 36 матчах чемпіонату. 
Своєю грою за цю команду привернув увагу представників тренерського штабу клубу «Сантус», до складу якого приєднався 1995 року. Відіграв за команду з Сантуса наступні три сезони своєї ігрової кар'єри.
Згодом частину 1998 року провів у «Фламенго», після чого ненадовго повернувся до «Сантуса».
1999 року перебрався до Європи, уклавши контракт з італійською «Ромою», де провів наступні три роки своєї кар'єри гравця. Швидко ставши одним з основних гравців середини поля римської команди та головним виконавцем стандартних положень, допоміг «вовкам» здобути перемогу у чемпіонаті в сезоні 2000/01, а також того ж року стати володарями Суперкубка Італії.
У серпні 2002 року перейшов до іспанського клубу «Реал Бетіс», де відразу отримав місце у стартовому складі та статус освного виконавця штрафних ударів, багато з яких петертворювалися у забиті голи. У сезоні 2004/05 допоміг севільцям посісти четверте місце у Ла-Лізі, що дозволило їм стати учасниками Ліги чемпіонів наступного сезону. По завершенні сезону 2006/07 новим головним тренером «Бетіса» став аргентинець Ектор Купер, який дав зрозуміти, що Асунсан не входить до його планів розвитку команди, і 22 серпня 2007 року бразилець оголосив, що залишає іспанський клуб за згодою сторін.
Згодом провів по одному сезону за дубайські «Аль-Аглі» і «Аль-Шабаб», після чого повернувся на батьківщину, ставши гравцем клубу «Греміу Пруденті».
Згодом досвідчений півзахисник встиг також пограти за «Палмейрас», «Сантус», «Фігейренсе», «Португеза Деспортос» та «Крісіуму».
Завершив професійну ігрову кар'єру у клубі «Сампайо Корреа», за команду якого майже 40-річний футболіст провів декілька матчів протягом 2016 року.

## Виступи за збірну
На початку 1998 року дебютував в офіційних матчах у складі національної збірної Бразилії. Свої перші матчі за нціональну команду провів під час тогорічного розіграшу Золотого кубка КОНКАКАФ, де бразильці виступали як запрошена команда, здобувши «бронзу» змагання.
Загалом протягом кар'єри у збірній, яка тривала 3 роки, провів у її формі 11 матчів, забивши 1 гол.
| Дата       | Місто               | Господарі  | Результат | Гості     | Турнір                                   | Голи | Примітки |
| ---------- | ------------------- | ---------- | --------- | --------- | ---------------------------------------- | ---- | -------- |
| 8-2-1998   | Лос-Анджелес        | Сальвадор  | 0 – 4     | Бразилія  | Кубок КОНКАКАФ 1998 - 1-й етап           | -    |          |
| 10-2-1998  | Лос-Анджелес        | США        | 1 – 0     | Бразилія  | Кубок КОНКАКАФ 1998 - півфінал           | -    | 71'      |
| 15-2-1998  | Лос-Анджелес        | Ямайка     | 0 – 1     | Бразилія  | Кубок КОНКАКАФ 1998 - матч за 3-тє місце | -    | 73'      |
| 23-9-1998  | Сан-Луїс (Бразилія) | Бразилія   | 3 – 0     | Югославія | товариський матч                         | -    |          |
| 18-11-1998 | Форталеза           | Бразилія   | 5 – 1     | Росія     | товариський матч                         | 1    | 79'      |
| 4-9-1999   | Буенос-Айрес        | Аргентина  | 2 – 0     | Бразилія  | товариський матч                         | -    | 46'      |
| 7-9-1999   | Порту-Алегрі        | Бразилія   | 4 – 2     | Аргентина | товариський матч                         | -    | 68'      |
| 9-10-1999  | Амстердам           | Нідерланди | 2 – 2     | Бразилія  | товариський матч                         | -    | 76'      |
| 13-11-1999 | Віго                | Іспанія    | 0 – 0     | Бразилія  | товариський матч                         | -    |          |
| 23-5-2000  | Кардіфф             | Уельс      | 0 – 3     | Бразилія  | товариський матч                         | -    | 83'      |
| 15-8-2000  | Сантьяго            | Чилі       | 3 – 0     | Бразилія  | Відбір до ЧС 2002                        | -    | 9'       |
| Усього     |                     | Матчів     | 11        |           | Голів                                    | 1    |          |

## Титули і досягнення

### Командні
- Чемпіон Італії (1):

«Рома»: 2000-2001
- Володар Суперкубка Італії з футболу (1):

«Рома»: 2001
- Володар Кубка Іспанії (1):

«Реал Бетіс»: 2004-2005
- Володар Кубка Бразилії (1):

«Палмейрас»: 2012
- Володар Кубка КОНМЕБОЛ (1):

«Сантус»: 1998

### Збірні
- Бронзовий призер Золотого кубка КОНКАКАФ: 1998

### Особисті
- Символічна збірна чемпіонату Бразилії: 2011